# PCDHB2
PCDHB2‏ (Protocadherin beta 2) هوَ بروتين يُشَفر بواسطة جين PCDHB2 في الإنسان.